# Ethiopica phaeocausta
Ethiopica phaeocausta là một loài bướm đêm trong họ Noctuidae.